# Ormoy-lès-Sexfontaines
Ormoy-lès-Sexfontaines ist eine französische Gemeinde mit 40 Einwohnern (Stand 1. Januar 2022) im Département Haute-Marne in der Region Grand Est (bis 2015 Champagne-Ardenne). Sie gehört zum Arrondissement Chaumont und zum Gemeindeverband Communauté d’agglomération de Chaumont.
Den Namenszusatz -lès-Sexfontaines (bei Sexfontaines) erhielt die Gemeinde im Jahr 1801, um sie besser von mehreren anderen gleichnamigen Gemeinden zu unterscheiden.

## Geographie

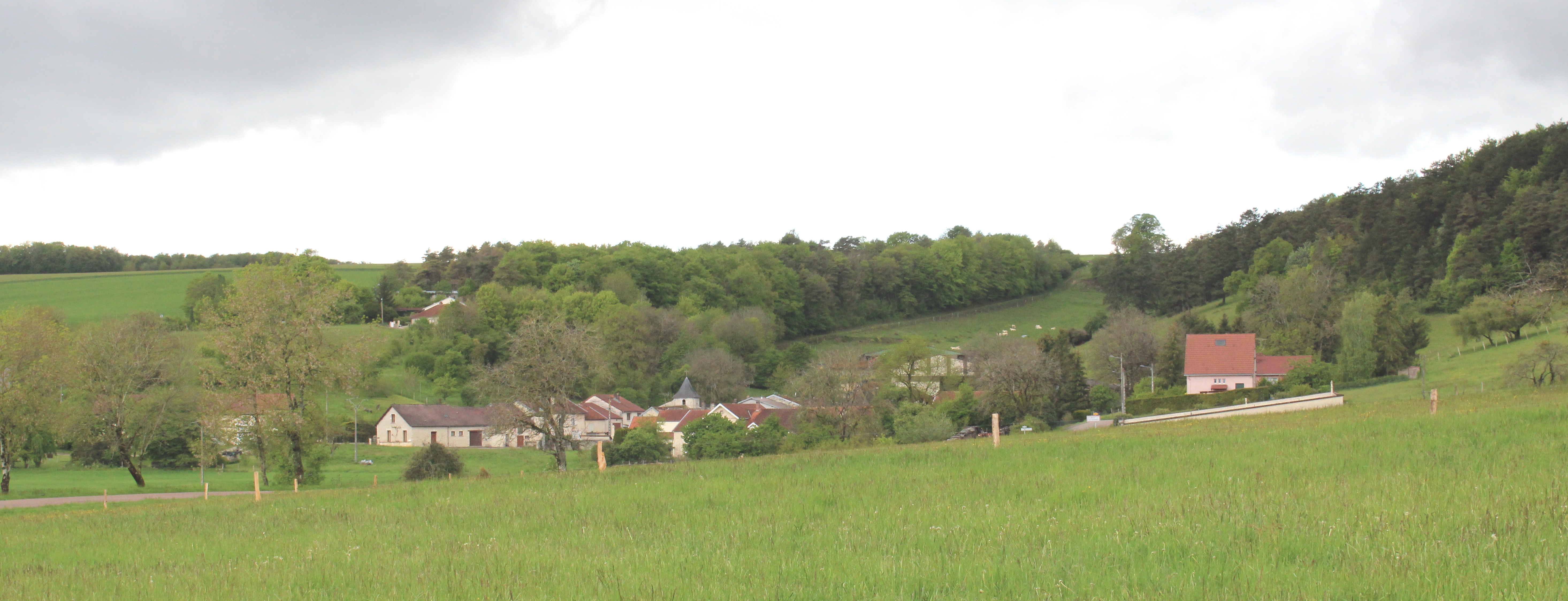
Blick auf Ormoy-lès-Sexfontaines

Die Gemeinde Ormoy-lès-Sexfontaines liegt zwischen den Landschaften Barrois im Norden und dem Plateau von Langres im Süden, rund 15 Kilometer nördlich der Departements-Hauptstadt Chaumont. Das 5,53 km² umfassende Gemeindegebiet ist im Norden von Wald gerägt (Anteil am 30 km² großen Forêt de l’Étoile), im Süden herrscht Ackerland vor. Im Dorf Ormoy entspringt in einer in Stein gefassten Quelle der kleine Marne-Nebenfluss Ruisseau d’Oudincourt.
Nachbargemeinden von Ormoy-lès-Sexfontaines (im Uhrzeigersinn, von Norden beginnend) sind: Soncourt-sur-Marne, Oudincourt, Annéville-la-Prairie, Meures, Sexfontaines und Marbéville.

## Einwohner
| Jahr      | 1962 | 1968 | 1975 | 1982 | 1990 | 1999 | 2006 | 2012 | 2021 |
| --------- | ---- | ---- | ---- | ---- | ---- | ---- | ---- | ---- | ---- |
| Einwohner | 65   | 93   | 78   | 56   | 53   | 50   | 43   | 47   | 41   |

Im Jahr 1846 wurde mit 166 Bewohnern die bisher höchste Einwohnerzahl ermittelt. Die Zahlen basieren auf den Daten von cassini.ehess und INSEE.

## Sehenswürdigkeiten
- Kirche Unserer Lieben Frau und deren Geburt (Église Notre-Dame-en-sa-Nativité)
- Gefallenendenkmal
- Flurkreuz

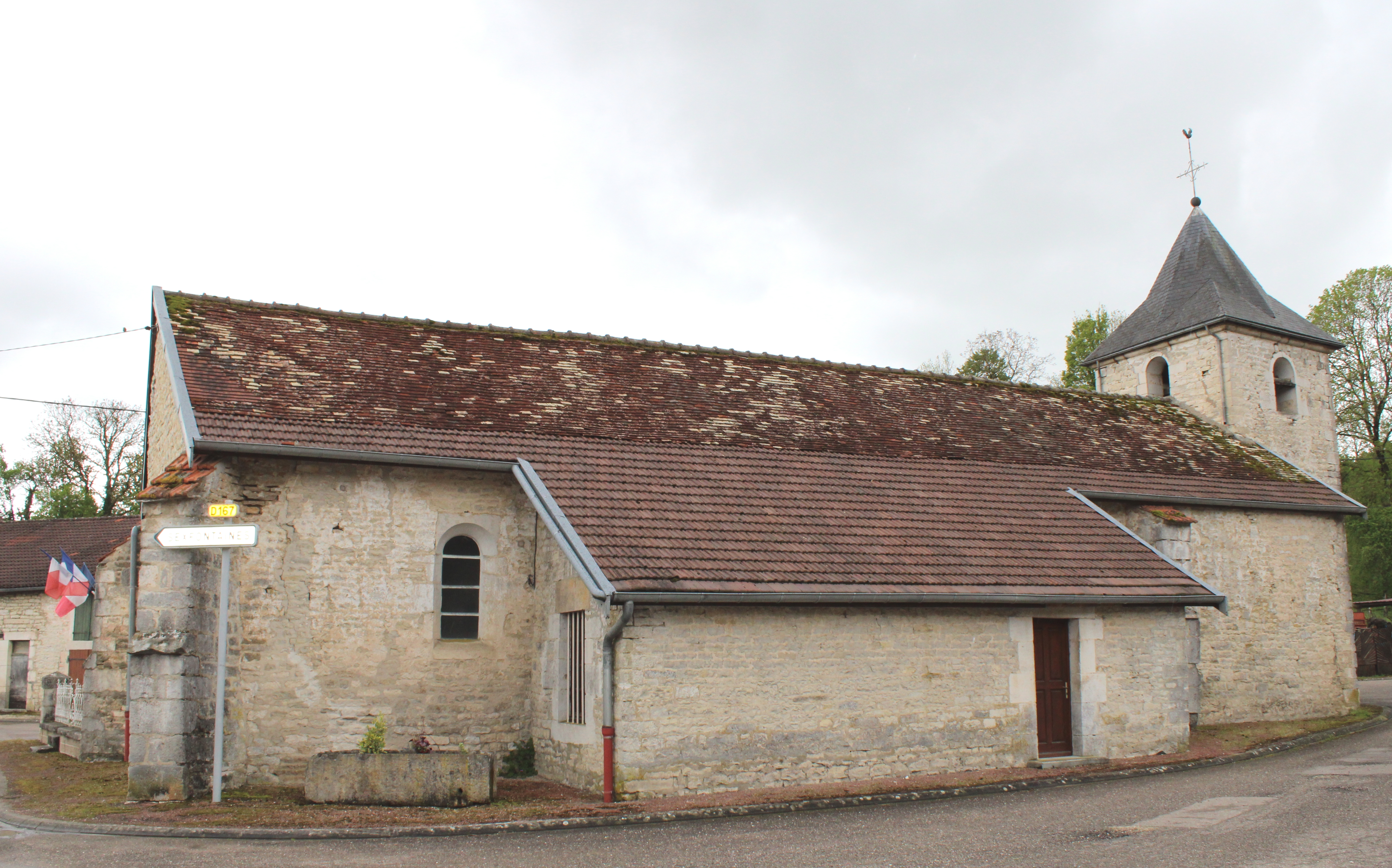
Kirche Notre-Dame-en-sa-Nativité
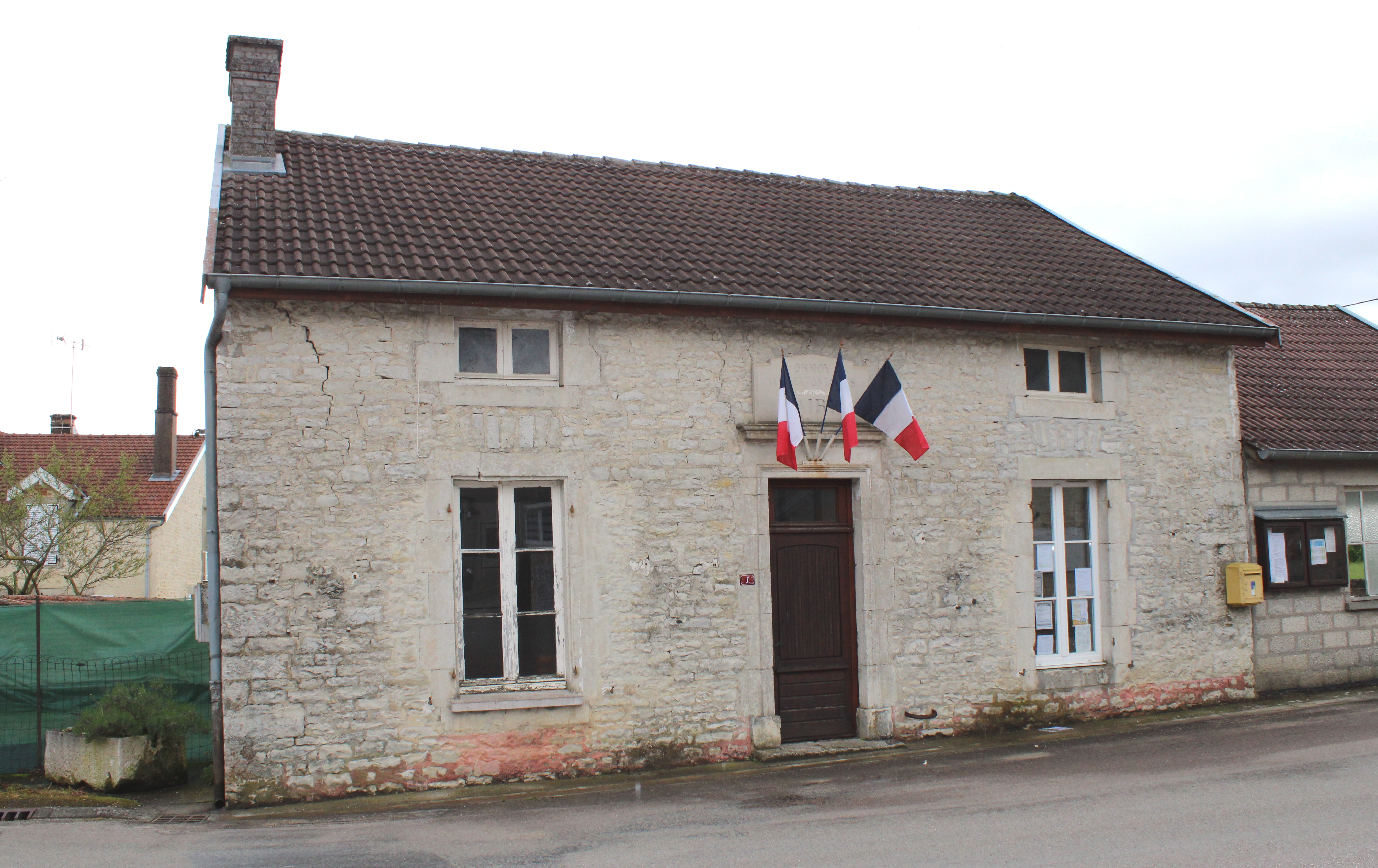
Mairie (Rathaus)
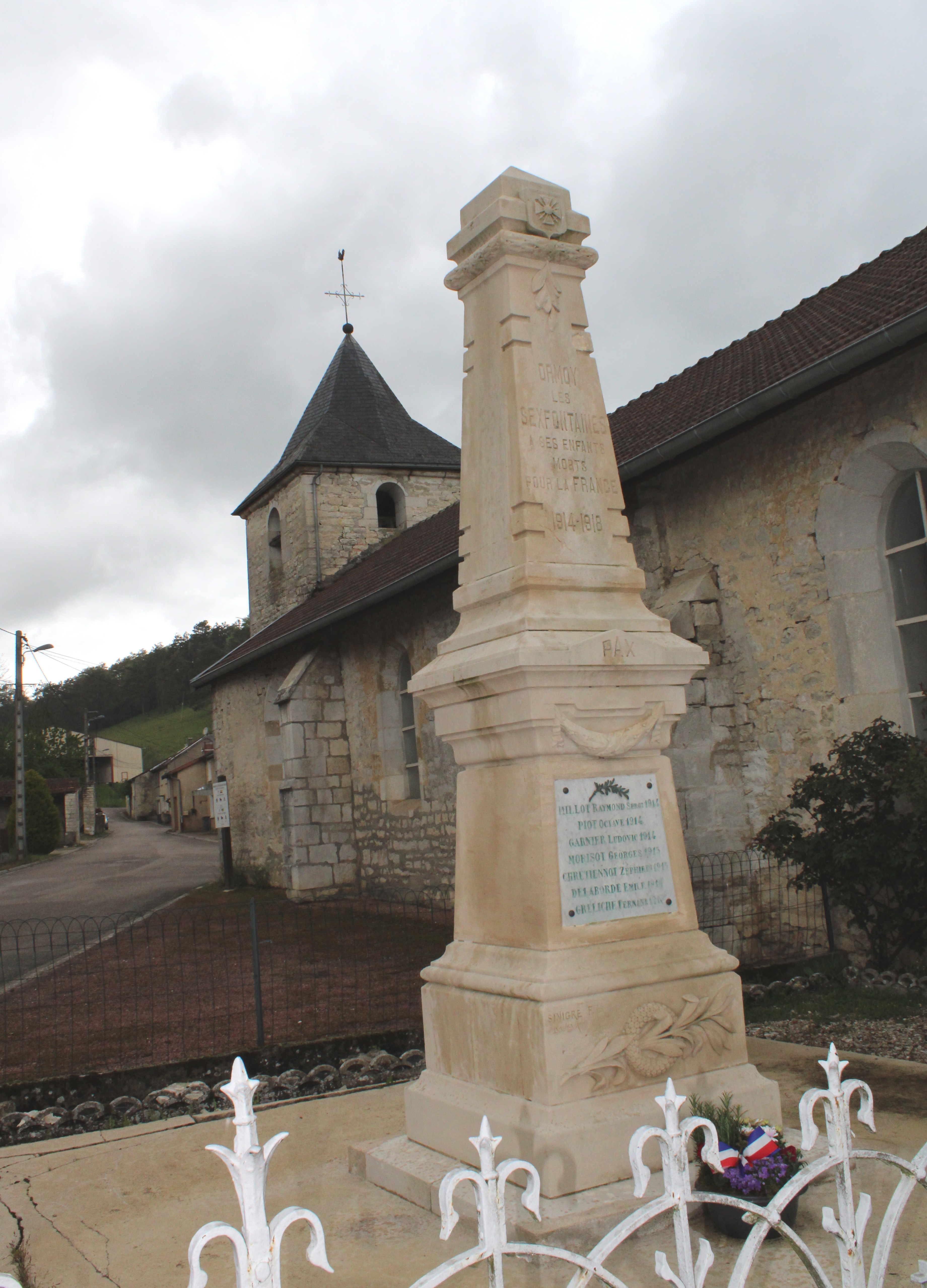
Gefallenendenkmal

## Wirtschaft und Infrastruktur
Ormoy-lès-Sexfontaines ist landwirtschaftlich geprägt. In der Gemeinde sind zehn Landwirtschaftsbetriebe ansässig (Getreideanbau, Viehzucht).
Ormoy-lès-Sexfontaines ist durch Straßen mit den Gemeinden Oudincourt, Annéville-la-Prairie und Sexfontaines verbunden. Sechs Kilometer östlich besteht ein Anschluss an die teilweise autobahnartig ausgebaute Route nationale 67. Der acht Kilometer entfernte Bahnhof in Bologne liegt an der Bahnstrecke Blesme-Haussignémont–Chaumont.

## Belege
1. ↑  Statistik auf cassini.ehess.fr
2. ↑  Ormoy-lès-Sexfontaines auf cassini.ehess
3. ↑  Ormoy-lès-Sexfontaines auf INSEE
4. ↑  Landwirtschaftsbetriebe auf annuaire-mairie.fr (französisch)